# Chobokwane
Chobokwane is een dorp in het district Ghanzi in Botswana. De plaats telt 771 inwoners (2011).